# 4562 Poleungkuk
4562 Poleungkuk è un asteroide della fascia principale del diametro medio di circa 15,36 km. Scoperto nel 1979, presenta un'orbita caratterizzata da un semiasse maggiore pari a 2,4724886 UA e da un'eccentricità di 0,1412370, inclinata di 3,42053° rispetto all'eclittica.